# Carmela Schmidt
Carmela Schmidt (Halle (Saale), 16 maggio 1962) è un'ex nuotatrice tedesca orientale.

## Carriera
Fortemente specializzata nello stile libero, annovera nel proprio palmarès due medaglie di bronzo ai Giochi Olimpici, una medaglie d'oro conquistate ai campionati mondiali e due medaglie d'oro agli europei.

## Palmarès
- Giochi olimpici estivi

Mosca 1980: bronzo nei 200m e 400m stile libero.
- Mondiali

Guayaquil 1982: oro nei 400m stile libero e bronzo nei 800m stile libero
- Europei

Spalato 1981: oro nei 200m e 800m stile libero e argento nei 400m stile libero.